# Benhadad I
Benhadad I (Hebreeuws בנהדד; Aramees ברהדד Bar-Hadad of Bir-Hadad, "zoon van Hadad" (een belangrijke Aramese god)) was eind 10e / begin 9e eeuw v.Chr. heerser over Aram-Damascus. Benhadad was de zoon van Tabrimmon. Hij werd vermoedelijk opgevolgd door Hadadezer, die ook wel als Benhadad II wordt aangeduid.
De naam Benhadad is aangetroffen op een stele gevonden bij Aleppo, maar de stele is slecht leesbaar en het is daardoor onduidelijk of de stele op deze Benhadad betrekking heeft.

## Hebreeuwse Bijbel
Benhadad regeerde in dezelfde tijd als Basa van het koninkrijk Israël en Asa van Juda. Volgens een verhaal in de Hebreeuwse Bijbel steunde Benhadad aanvankelijk Basa in een grensconflict tussen deze twee koningen. Asa wist hem er echter met rijke geschenken toe te bewegen zijn steun aan Basa op te zeggen en het Koninkrijk Israël binnen te vallen; Basa moest daardoor strijd leveren op twee fronten, wat hem niet lukte (1 Koningen 15:16-22).